# Mamadou Coulibaly (ur. 1999)
Mamadou Coulibaly (ur. 3 lutego 1999 w Thiès) – senegalski piłkarz występujący na pozycji pomocnika we włoskim klubie Salernitana. Wychowanek Pescary, w trakcie swojej kariery grał także w takich zespołach, jak Udinese, Carpi, Virtus Entella oraz Trapani.